# Georges Franju
Georges Franju (12. dubna 1912 Fougères, Ille-et-Vilaine, Bretaň – 5. listopadu 1987 Paříž) byl francouzský filmový režisér.

## Život
V roce 1935 založil Franju s Henrim Langloisem v Paříži Cinémathèque française. Zpočátku se proslavil jako režisér krátkých filmů, jako například Le Métro (1934) a Le sang des bêtes (1949), dokument o pařížských jatkách. Mezi další témata, kterými se jeho filmy zabývaly, patřilo Pařížské válečné muzeum a katedrála Notre Dame.
Franjuovým prvním celovečerním filmem byl La tête contre les murs (Hlavou proti zdi) (1958) podle románu Hervé Bazina. Mezi pozdější známá díla patřily: Les Yeux sans visage (Oči bez tváře) (1960), Thérèse Desqueyroux (1962), Judex (1963), Thomas l'imposteur (Tomáš podvodník) (1964) a L'Homme sans visage (Muž bez tváře) (1974).

## Filmografie

### Kinofilmy

#### Dlouhometrážní filmy
- 1958: La Tête contre les murs
- 1960: Les Yeux sans visage
- 1961: Pleins Feux sur l'assassin
- 1962: Thérèse Desqueyroux
- 1963: Judex
- 1965: Tomáš lhář
- 1970: La Faute de l'abbé Mouret
- 1974: Nuits rouges

#### Krátkometrážní filmy
- 1935: Le Métro - spolurežisér: Henri Langlois
- 1949: Le Sang des bêtes
- 1950: En passant par la Lorraine
- 1951: Hôtel des Invalides
- 1952: Le Grand Méliès
- 1954: Les Poussières
- 1954: Navigation marchande
- 1955: À propos d'une rivière ou Le Saumon atlantique
- 1955: Mon chien
- 1956: Le Théâtre national populaire
- 1956: Sur le pont d'Avignon
- 1956: Monsieur et Madame Curie
- 1957: Notre-Dame – Cathédrale de Paris
- 1958: La Première Nuit
- 1965: Les Rideaux blancs
- 1967: Amiens ville ouverte
- 1967: Le Magicien du fer

### Televize

#### Televizní filmy
- 1965: Les Rideaux blancs, jedna z částí trilogie Le Moment de paix (Okamžik míru), další dvě jsou Matura od Tadeusze Konwického a Der Augenblick des Friedens od Egona Monka
- 1973: La Ligne d'ombre
- 1974: Nuits rouges
- 1978: La Discorde, collection Cinéma 16
- 1979: Le Dernier Mélodrame, collection Cinéma 16

#### Televizní seriály
- 1968: Service des affaires classées
- 1975: L'Homme sans visage